# ブアンコック駅
ブアンコック駅（NE15:Buangkok MRT Station）は、シンガポールにある、MRT北東線の地下駅。

## 駅構造
島式1面2線のホームを持つ駅。
| A | ■北東線 | ハーバー・フロント方面 |
| B | ■北東線 | プンゴル方面           |

## 歴史
2003年6月20日のMRT北東線開業と同時に開業はせずに周辺の発展を待ってから2006年1月15日に開業した。